# 特許半導體公司
特許半導體公司（英語：Chartered Semiconductor Manufacturing），是新加坡一家生产半導體的跨國公司。

## 歷史
特許半導體製造公司成立於1987年，是一家合資企業，其中包括新加坡科技工程有限公司。2000年，淡馬錫控股的子公司ST Engineering（新加坡科技半導體）收購了這家特許公司。
特許半導體製造公司是全球第三大專業獨立半導體代工廠，總部和主要業務位於新加坡克蘭芝兀蘭工業園區。這家公司在新加坡交易所和納斯達克上市，交易代號為CHARTERED。
到了2009年9月，特許半導體公司宣布將被格羅方德的主要股東收購，格羅方德是由超微半導體與阿拉伯聯合大公國阿布達比先進技術投資公司（ATIC）合資成立的企業。這筆交易於2009年底完成。
透過這次收購，ATIC擴大了其在半導體產業技術方面的投資和專業知識。

## 製造設施
特許半導體是一家為半導體供應商和系統公司提供全面的晶圓製造的服務和技術公司。其主要客戶群鎖定在通訊、電腦和消費領域中具有高成長和技術先進性的公司。需要指出的是，特許半導體並不提供設計服務，而是根據客戶的設計來生產通訊晶片。
此外，特許半導體在擁有自己的晶圓廠之外，還與其他公司共同經營合資設施，並透過其姊妹公司STATS ChipPAC提供晶片組裝和測試服務。特許半導體擁有總計6個製造工廠，全部位於新加坡，其中包括其最新的300毫米工廠，該工廠於2005年6月開始商業發貨。
特許半導體的主要競爭對手包括台積電和聯華電子，這兩家台灣公司在半導體代工領域佔據重要地位。
2006年，超微宣布將採用特許半導體的生產能力來生產65奈米製程的中央處理器。此外，特許半導體還與IBM、英飛凌、三星和傑爾系統等公司結盟合作。